# Epiblastus pulchellus
Epiblastus pulchellus är en orkidéart som beskrevs av Rudolf Schlechter. Epiblastus pulchellus ingår i släktet Epiblastus och familjen orkidéer. Inga underarter finns listade i Catalogue of Life.